# Ralph Shapey
Ralph Shapey (ur. 12 marca 1921 w Filadelfii, zm. 13 czerwca 2002 w Chicago) – amerykański kompozytor, dyrygent i pedagog.

## Życiorys
Uczył się gry na skrzypcach u Emmanuela Zetlina (1937–1942) i kompozycji u Stefana Wolpego (od 1938). W wieku 16 lat został wybrany na młodzieżowego dyrygenta Philadelphia Youth Orchestra, którą dyrygował do 1947. Jedynym jego formalnym wykształceniem było ukończenie w 1939 publicznego liceum. 
We wczesnych latach 50. uczył w Third Street Settlement Music School w Nowym Jorku, a od 1956 do 1959 pracował w MacDowell Colony w Peterborough. W latach 1963–1964, na zaproszenie George’a Rochberga wykładał na Uniwersytecie Pensylwanii; pełnił tam też funkcję dyrektora muzycznego uniwersyteckiego chóru i orkiestry. Ostatecznie związał się z Uniwersytetem Chicagowskim, gdzie wykładał kompozycję od 1964 aż do przejścia na emeryturę w 1992.
Był założycielem i kierownikiem Chicago University Contemporary Chamber Players. Gościnnie dyrygował m.in. Orkiestrą Filadelfijską, Chicagowską Orkiestrą Symfoniczną, Jerusalem Symphony Orchestra i kameralną orkiestrą London Sinfonietta.
Laureat m.in. MacArthur Prize (1982) i pierwszej nagrody na Kennedy Center Friedheim Competition (1990). Był członkiem Amerykańskiej Akademii Sztuki i Literatury (od 1989) oraz Amerykańskiej Akademii Sztuk i Nauk (od 1994). W 1992 jego Concerto Fantastique (1991) pominięto przy przyznawaniu Nagrody Pulitzera, mimo że utwór został jednogłośnie wybrany przez trzyosobowe jury.

## Twórczość
Shapeya określano mianem „radykalnego tradycjonisty”, lecz on sam widział siebie w sposób bardziej złożony – strukturalnie jako klasycystę, emocjonalnie jako romantyka, zaś harmonicznie jako modernistę. Jego wysoce ekspresjonistyczny styl wywodził się z lat 50., gdy był związany ze szkołą nowojorską. Stosował swobodnie traktowane struktury dodekafoniczne, wywołując ostre dysonansowe napięcia oraz złożone faktury kontrapunktyczne z charakterystyczną surowością brzmienia. 
Był bezkompromisowym indywidualistą. Protestując przeciwko marginalizacji nowej muzyki, w 1964 zrezygnował ze stanowiska wykładowcy na Uniwersytecie Pensylwanii, w 1969 groził spaleniem całego swojego dorobku, a w latach 1969–1976 zakazał wykonywania wszystkich swoich dzieł.
Skomponował i opublikował ponad 200 utworów orkiestrowych, kameralnych i wokalnych. Jego kompozycje, wykonania i nagrania zostały opisane w A Catalog of the Works of Ralph Shapey (1996)  przez Patricka D. Finleya. Shapey jest też autorem książki A Basic Course in Music Composition (2001).

## Wybrane kompozycje
(na podstawie materiału źródłowego)

### Utwory orkiestrowe
- Challenge (The Family of Man), 1955
- Ontogeny, 1958
- Invocation, koncert na skrzypce i ork., 1959
- Rituals, 1959
- Koncert podwójny na skrzypce, wiolonczelę i ork., 1983
- Symphonie concertante, 1985
- Koncert na wiolonczelę, fortepian i ork. smyczkową, 1986
- Concerto fantastique, 1991

### Utwory kameralne
- 9 kwartetów smyczkowych, 1946–1995
- Kwartet obojowy, 1952
- Trio fortepianowe, 1955
- Evocation I–IV na różne obsady, 1959–1994
- De profundis na keyboard i 16 instr., 1960
- Chamber Symphony na 10 instr., 1962
- Convocation na zespół kameralny, 1962
- Partita-Fantazja na wiolonczelę i 16 instr., 1967
- Reyem (Musical Offering) na flet, skrzypce i fortepian, 1967
- Three for Six na zespół instr., 1979
- Concerto grosso na kwintet dęty, 1981
- Concertante I, 1984
- Kroslish Sonata na wiolonczelę i fortepian, 1985
- Concertante II, 1987
- Sonata appassionata na wiolonczelę i fortepian, 1995
- Stony Brook Concerto na zespół instr., 1996

### Utwory na fortepian
- 3 Essays on Thomas Wolfe, 1949
- 7 Little Pieces, 1951
- Suite, 1952
- Sonata-Variations, 1954
- Mutations I, 1956
- Form, 1959
- Birthday Piece, 1962
- Seven (na 4 ręce), 1963
- Fromm Variations, 1966, zrew. 1973
- Mutations II, 1966
- Deux (na 4 ręce), 1967
- 21 Variations, 1978
- Passacaglia, 1982
- Harmaxiemanda, 1984
- Variations on a Cantus, 1987
- Sonata profondo, 1995

### Utwory wokalno-instrumentalne
- Dimensions na sopran i 23 instr., 1960
- Incantations na sopran i 10 instr., 1961
- oratorium Praise na baryton, podwójny chór i ork. kam.; sł. ze Starego Testamentu, 1962–1971
- Songs of Ecstasy na sopran, fortepian, perkusję i taśmę; sł. z Ulyssesa J. Joyce’a, 1967
- Songs of Eros na sopran, ork. i taśmę; sł. W. Whitman, J. Joyce, P. Loüys i z Biblii, 1975
- Trilogy; sł. z Pieśni nad pieśniami: 
  - I na sopran i ork., 1979
  - II na baryton i ork., 1980
  - III na sopran, baryton i ork., 1980
- Psalm I na sopran, obój i fortepian, 1984
- Psalm II na sopran, chór i 5 instr., 1984
- Songs II na sopran i 4 instr., 1984
- Centennial Celebration na 4 głosy solo i 12 instr., 1991
- Lullaby na sopran i flet, 1992
- pieśni na głos i fortepian; do słów wielu autorów